# Diamante, Brazilia
Diamante este un oraș în Paraíba (PB), Brazilia.